# Mistrz Ołtarza św. Bartłomieja
Mistrz Ołtarza św. Bartłomieja – anonimowy artysta niemiecki czynny w latach 1470–1510 w Utrechtcie i Kolonii.

## Geneza przydomku
Przydomek pochodzi od wizerunków św. Bartłomieja przedstawionych w centralnej i bocznej części ołtarza z kościoła Św. Kolumby w Kolonii. Święty Bartłomiej stoi pomiędzy innymi świętymi: Janem Ewangelistą, Małgorzatą, Agnieszką, Cecylią, Jakubem Młodszym i Krystyną. Postacie stoją na tle złotej, brokatowej zasłonie, nad którą widoczne jest pasmo krajobrazu na błękitnym tle. Harmonię symetrycznie ustawionych figur burzy klęcząca przy św. Bartłomieju postać fundatora we wczesnym okresie zamalowanego a następnie odsłoniętego. Cechą charakterystyczną są bogate w kolory stroje świętych. Jest to późna praca Mistrza Ołtarza św. Bartłomieja.

## Twórczość i przypisywane prace

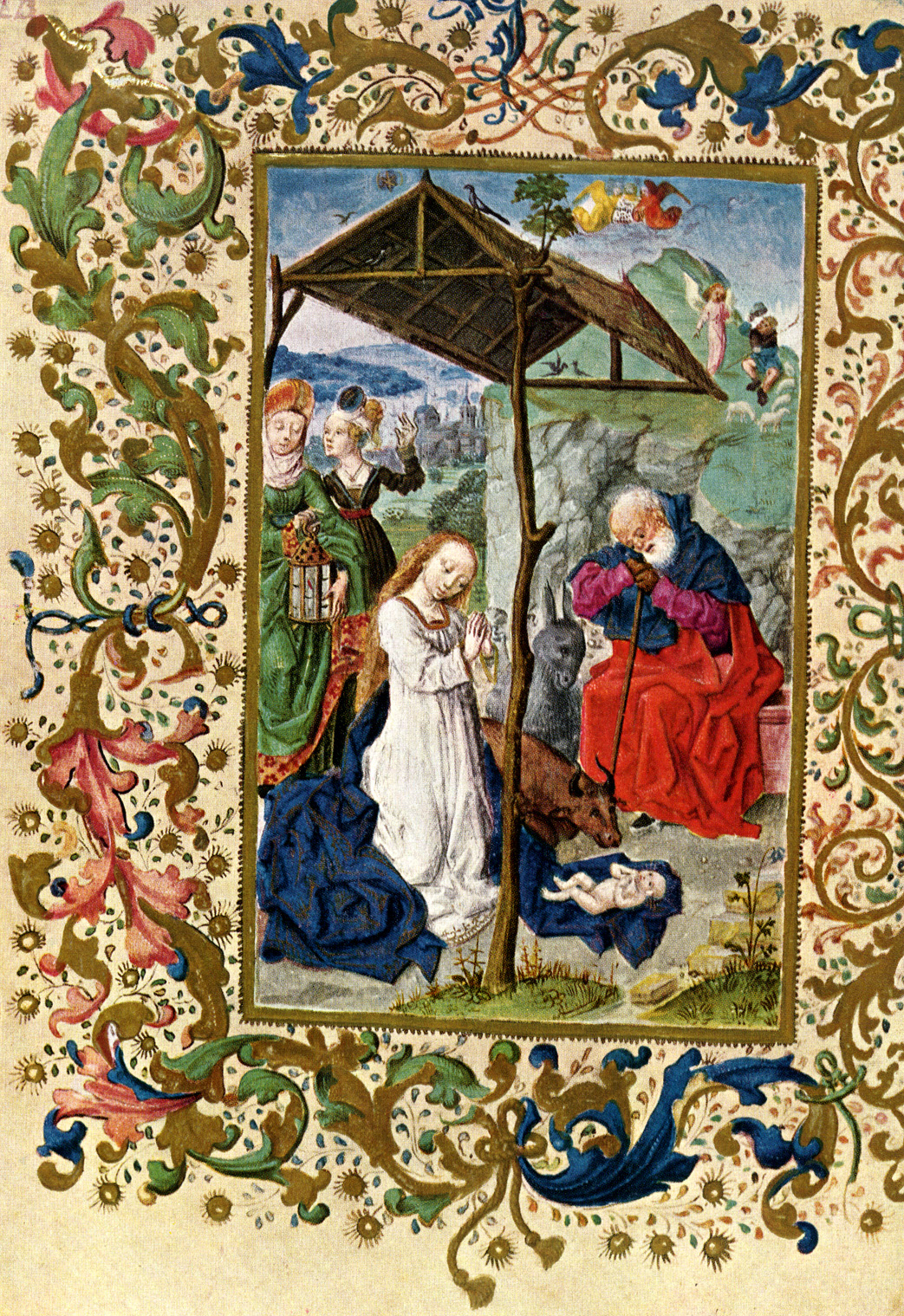
Iluminacja z Godzinek Sofii van Bylant

Mistrz Ołtarza św. Bartłomieja był głównie portrecistą. Kształcił się prawdopodobnie w północnych Niderlandach. W jego pracach można zauważyć wpływy stylów Stephana Lochnersa i Rogiera van der Weydena. W 1480 roku był aktywny w Kolonii. Za najwcześniejszą pracę uznaje się dwanaście całostronicowych iluminacji wykonanych dla Godzinek Sofii van Bylant datowanych na rok 1475. Innymi wczesnymi pracami z 1480 są Pokłon Trzech Króli i Madonna z Dzieciątkiem i ze św. Anną, w których widoczne są wpływy niderlandzkiej sztuki. Łącznie Mistrzowi Ołtarza św. Bartłomieja przypisuje się ok. trzydziestu prac z czego kilka również czeladnikom z jego pracowni. Zachowało się wiele kopii jego prac wykonanych przez późniejszych artystów.
- Ołtarza św. Bartłomieja – 1500–1505, 129 x 161 cm, 
  - kwatera centralna: Stara Pinakoteka Monachium[2];
- Godzinki Sofii van Bylant – Kolonia, Wallraf-Richartz-Museum & Fondation Corboud;
- Pokłon Trzech Króli – 1480, 71 x 62 cm, praca z Ołtarza Maryjnego z Monachium; Petit Palais[3];
- Spotkanie Trzech Króli z Dawidem i Izajaszem – przed 1480, Los Angeles, J. Paul Getty Museum;
- Madonna z Dzieciątkiem i św. Anną – ok. 1480, 43 x 30 cm, Stara Pinakoteka Monachium[4];
- Madonna z Dzieciątkiem – ok. 1510, 30 x 20,3 cm, Kolonia, Wallraf-Richartz-Museum & Fondation Corboud[4];
- Ołtarz Ukrzyżowania – 1495-1501, tryptyk, Kolonia, Wallraf-Richartz-Museum & Fondation Corboud[5];
  -     - Ukrzyżowanie – scena kwatery środkowej, 107 x 80 cm
    - Jan Chrzciciel i św. Cecylia – lewe skrzydło, 107 x 34 cm
    - Święty Aleksy i św. Agnieszka – prawe skrzydło, 107 x 34 cm
    - Na odwrocie skrzydeł znajduje się, wykonane w technice grisaille, jedno z najwcześniejszych przykładów w malarstwa ukazujące architekturę Kolonii. Ołtarz został ufundowany przez Petera Rincka i podarowany kościołowi kartuzów w Kolonii w latach 1495–1501[4];
- Zdjęcie z krzyża – 1500–1505, 227 x 210 cm, praca wykonana dla kościoła Val de Grâce w Paryżu, na wzór Zdjęcia z krzyża autorstwa van der Weydena, Paryż, Luwr[4];
- Złożenie do grobu – 1500–1505, 74.9 x 47.3 cm, National Gallery w Londynie, Londyn[6];
- Święty Piotr i Święta Dorota – 1505–1510, 125,7 x 71,1 cm, National Gallery w Londynie, Londyn[7];
- Madonna z Dzieciątkiem i muzykującymi aniołami – 1485–1500, 52 x 38 cm, National Gallery w Londynie, Londyn[8];
- Święta Rodzina – (nie zachowany, znany z kopii); 1470, 30,5 x 23 cm, Muzeum Sztuk Pięknych w Budapeszcie, Budapeszt[4];
- Chrzest Chrystusa – ok. 1485–1500, 104,3 x 169,7 cm, (National Gallery of Art, Waszyngton[9];
- Ołtarz św. Tomasza – 1501, 143 x 106 cm (panel centralny), 143 x 47 cm (skrzydła) Kolonia, Wallraf-Richartz-Museum & Fondation Corboud[4]
- Portret mężczyzny – 1480–1485, 32,5 × 22,5 cm, Kolonia, Wallraf-Richartz-Museum & Fondation Corboud[10]